# Kammertheater Stuttgart

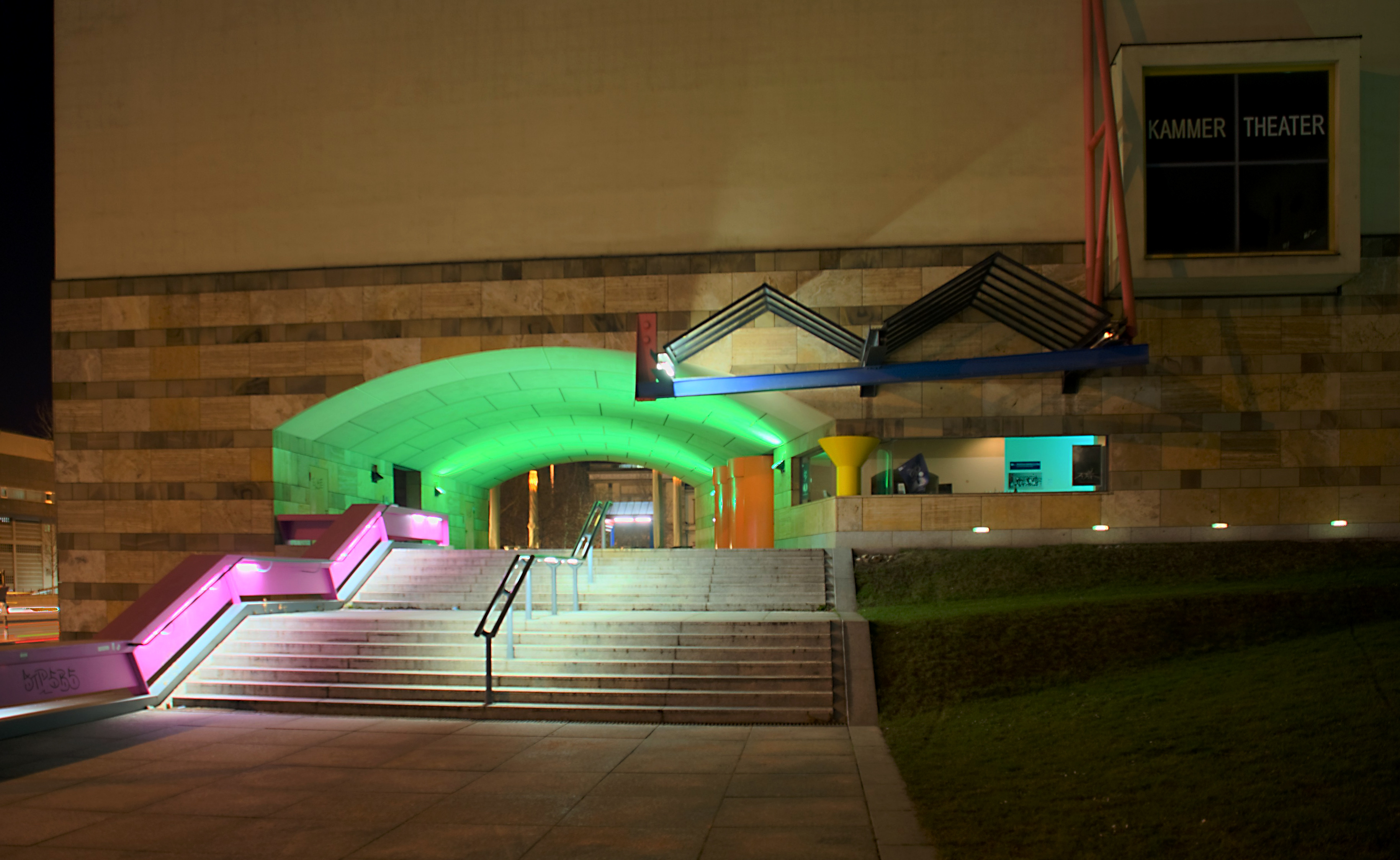
Eingang des Kammertheaters

Das Kammertheater Stuttgart ist eine Spielstätte der Staatstheater Stuttgart, die 1983 eröffnet wurde. Es befindet sich in der Neuen Staatsgalerie, einem Erweiterungsbau der Staatsgalerie, der vom Architekten James Stirling entworfen wurde, und hat 420 Plätze. Im Kammertheater sind kleinere Opern-, Schauspiel- und Ballettaufführungen zu sehen. 